# Греко-римская борьба на летних Олимпийских играх 1964 — до 52 кг
Соревнования по греко-римской борьбе в рамках Олимпийских игр 1964 года в наилегчайшем весе (до 52 килограммов) прошли в Токио с 16 по 19 октября 1964 года в «Komazawa Gymnasium».
Турнир проводился по системе с начислением штрафных баллов. За чистую победу штрафные баллы не начислялись, за победу по очкам борец получал один штрафной балл, за ничью два штрафных балла, за поражение по очкам три штрафных балла, за чистое поражение — четыре штрафных балла. Борец, набравший шесть штрафных баллов, из турнира выбывал. Трое оставшихся борцов выходили в финал, где проводили встречи между собой. Встречи между финалистами, состоявшиеся в предварительных схватках, шли в зачёт. Схватка по регламенту турнира продолжалась 10 минут с перерывом в одну минуту после пяти минут борьбы. Была отменена обязательная борьба в партере; теперь в партер ставили менее активного борца.
В наилегчайшем весе боролись 18 участников. Самым молодым участником был 19-летний Ристо Бьёрлин, самым возрастным 35-летний Мориц Мевис. Несомненных фаворитов в категории не было: действующий чемпион мира 1963 года Боривой Вуков и чемпион мира 1962 года Сергей Рыбалко не принимали участия в Олимпиаде. На медали могли рассчитывать два ветерана: Игнацио Фабра и Думитру Пырвулеску, для каждого из которых эти игры были четвёртыми. Однако Фабра выбыл в четвёртом круге; а вместе с Пырвулеску вышли в финал два малоизвестных борца: японец Цутому Ханахара и болгарин Ангел Керезов. Пырвулеску проиграл им обоим, и стал бронзовым призёром, а во встрече Ханахара — Керезов верх одержал японский борец.

## Медалисты
- Цутому Ханахара (JPN)
- Ангел Керезов (BUL)
- Думитру Пырвулеску (ROU)

## Первый круг
| Штрафных баллов | Участник 1               | Результат   | Участник 2             | Штрафных баллов |
| --------------- | ------------------------ | ----------- | ---------------------- | --------------- |
| 2               | Бурхан Бозкурт (TUR)     | Ничья       | Син Сан Сик (KOR)      | 2               |
| 1               | Мориц Мевис (BEL)        | По очкам    | Ахмад Хошой (IRI)      | 3               |
| 1               | Армаис Саядов (URS)      | По очкам    | Василиос Ганотис (GRE) | 3               |
| 0               | Цутому Ханахара (JPN)    | Туше (4:03) | Имре Алкер (HUN)       | 4               |
| 1               | Игнацио Фабра (ITA)      | По очкам    | Ристо Бьёрлин (FIN)    | 3               |
| 1               | Рольф Лакур (EUA)        | По очкам    | Фуад Али (EGY)         | 3               |
| 1               | Думитру Пырвулеску (ROU) | По очкам    | Йорген Йенсен (DEN)    | 3               |
| 0               | Дик Уилсон (USA)         | Туше (0:59) | Сезар дель Рио (MEX)   | 4               |
| 2               | Мальва Сингх (IND)¹      | Ничья       | Ангел Керезов (BUL)    | 2               |

¹ Снялся с соревнований

## Второй круг
| Штрафных баллов | Участник 1               | Результат            | Участник 2           | Штрафных баллов |
| --------------- | ------------------------ | -------------------- | -------------------- | --------------- |
| 2               | Мориц Мевис (BEL)        | По очкам             | Син Сан Сик (KOR)    | 5               |
| 3               | Бурхан Бозкурт (TUR)     | По очкам             | Ахмад Хошой (IRI)    | 5               |
| 4               | Василиос Ганотис (GRE)   | Отказ от продолжения | Имре Алкер (HUN)     | 8               |
| 1               | Цутому Ханахара (JPN)    | По очкам             | Армаис Саядов (URS)  | 4               |
| 2               | Рольф Лакур (EUA)        | По очкам             | Ристо Бьёрлин (FIN)  | 6               |
| 2               | Игнацио Фабра (ITA)      | По очкам             | Фуад Али (EGY)       | 6               |
| 3               | Ангел Керезов (BUL)      | По очкам             | Йорген Йенсен (DEN)  | 6               |
| 1               | Думитру Пырвулеску (ROU) | Туше (2:55)          | Сезар дель Рио (MEX) | 8               |
| 0               | Дик Уилсон (USA)         | Пропускал            |                      |                 |

## Третий круг
| Штрафных баллов | Участник 1               | Результат | Участник 2             | Штрафных баллов |
| --------------- | ------------------------ | --------- | ---------------------- | --------------- |
| 3               | Мориц Мевис (BEL)        | По очкам  | Бурхан Бозкурт (TUR)   | 6               |
| 2               | Цутому Ханахара (JPN)    | По очкам  | Василиос Ганотис (GRE) | 7               |
| 3               | Игнацио Фабра (ITA)      | По очкам  | Армаис Саядов (URS)    | 7               |
| 2               | Думитру Пырвулеску (ROU) | По очкам  | Рольф Лакур (EUA)      | 5               |
| 6               | Син Сан Сик (KOR)        | По очкам  | Дик Уилсон (USA)       | 3               |
| 3               | Ангел Керезов (BUL)      | Пропускал |                        |                 |

## Четвёртый круг
| Штрафных баллов | Участник 1               | Результат | Участник 2          | Штрафных баллов |
| --------------- | ------------------------ | --------- | ------------------- | --------------- |
| 4               | Ангел Керезов (BUL)      | По очкам  | Дик Уилсон (USA)    | 6               |
| 3               | Цутому Ханахара (JPN)    | По очкам  | Мориц Мевис (BEL)   | 6               |
| 6               | Рольф Лакур (EUA)        | По очкам  | Игнацио Фабра (ITA) | 6               |
| 2               | Думитру Пырвулеску (ROU) | Пропускал |                     |                 |

## Финал

### Встреча 1
| Штрафных баллов | Участник 1            | Результат | Участник 2               | Штрафных баллов |
| --------------- | --------------------- | --------- | ------------------------ | --------------- |
|                 | Ангел Керезов (BUL)   | По очкам  | Думитру Пырвулеску (ROU) |                 |
|                 | Цутому Ханахара (JPN) | Пропускал |                          |                 |

### Встреча 2
| Штрафных баллов | Участник 1            | Результат   | Участник 2               | Штрафных баллов |
| --------------- | --------------------- | ----------- | ------------------------ | --------------- |
|                 | Цутому Ханахара (JPN) | Туше (8:19) | Думитру Пырвулеску (ROU) |                 |
|                 | Ангел Керезов (BUL)   | Пропускал   |                          |                 |

### Встреча 3
| Штрафных баллов | Участник 1            | Результат | Участник 2          | Штрафных баллов |
| --------------- | --------------------- | --------- | ------------------- | --------------- |
|                 | Цутому Ханахара (JPN) | По очкам  | Ангел Керезов (BUL) |                 |